# Ylikiiminki
Ylikiiminki (in svedese Överkiminge) è stato un comune finlandese di 3 332 abitanti, situato nella regione dell'Ostrobotnia Settentrionale. È stato soppresso nel 2009 ed è ora compreso nella città di Oulu.

## Monumenti e luoghi d'interesse
- Chiesa di Ylikiiminki, in stile neoclassico